# El amor invencible
El amor invencible (no Brasil: O Amor Invencível) é uma telenovela mexicana produzida por Juan Osorio para a TelevisaUnivision e  foi exibida pelo Las Estrellas de 20 de fevereiro a 9 de junho de 2023, substituindo Cabo e sendo substituída por Tierra de esperanza.
A novela é uma versão da novela portuguesa Mar Salgado produzida em 2014, sendo adaptada por Pablo Ferrer García-Travesí e Santiago Pineda Aliseda
É protagonizada por Angelique Boyer, Danilo Carrera e Daniel Elbittar e antagonizada por Marlene Favela, Guillermo García Cantú, Víctor González e José Daniel Figueroa e com atuações estelares de Gabriela Platas, Alejandra Ambrosi, Isabella Tena, Pedro de Tavira e Carlos Orozco e com a participação dos primeiros atores Leticia Calderón, Arcelia Ramírez, Luz María Jerez e Juan Soler.

## Enredo

### 1ª Fase
Há quinze anos, em uma pequena cidade da costa do Pacífico mexicano, uma jovem pescadora chamada Marena Ramos (Dalexa Meneses) sofreu um acidente nas mãos de Gael Torrenegro (Daney Mendoza), herdeiro de uma das mais importantes cervejarias do México. Temendo a ira de seu pai, Ramsés Torrenegro (Guillermo García Cantú), Gael paga a reabilitação de Marena com um terapeuta local chamado Adrián Hernández (Mikel Mateos), o que produz uma intensa atração entre Marena e Gael e ao mesmo tempo Adrián se apaixona por Marena.
Um triângulo amoroso se desenvolve rapidamente entre eles, mas Marena só mantém contato com Gael e acaba engravidando de gêmeos. Gael exige um aborto de Marena, após seu pai descobrir sobre seu relacionamento com a jovem. No entanto, Marena decide continuar com sua gravidez e recebe o apoio inestimável de Consuelo Domínguez (Arcelia Ramírez), uma médica local. Marena e Adrián se deparam com uma rede de tráfico de mulheres orquestrada por Ramsés Torrenegro e Marena a denuncia às autoridades, com o efeito devastador de toda a sua família morrer e ela ficar gravemente ferida. Gael se junta e implora ao pai para salvar as crianças, então Ramsés decide pegar o bebê e incendiá-lo no hospital para silenciar as testemunhas. Adrián salva a criança e quando ele volta para olhar para Marena, ele acredita que ela está morta.

### 2ª Fase
Quinze anos depois, Marena forjou uma identidade completamente nova: Leona Bravo (Angelique Boyer), em seu coração e mente, busca justiça para que todos aqueles que causaram sua tragédia paguem. No entanto, Adrián Hernández também muda sua identidade e agora seu nome é David Alejo (Danilo Carrera), um terapeuta do centro de reabilitação infantil que também quer se vingar do núcleo da família Torrenegro pelo assassinato do amor de sua vida. Sua família o segue, incluindo Benjamín (Emiliano González), a criança que ele resgatada, a quem sua irmã Jacinta Hernández (Alejandra Ambrosi) adotou e criou como sua. O destino se reencontra com Leona e David em um bairro da Cidade do México.
David decide revelar a Leona que seus filhos sobreviveram ao incêndio, mas não conta que Benjamín é seu filho, Leona e David decidem se infiltrar na vida dos Torrenegros. estão indo e para onde estão indo, seu projeto de justiça. casa-se com Gael Torrenegro (Daniel Elbittar) com o firme objetivo de concluir o projeto de justiça que ele iniciou. Assim, Leona obtém o poder de dissolver o núcleo da família Torrenegro.
Em uma jornada de justiça e romance, Leona Bravo e David Alejo descobrirão aos poucos que ninguém impedirá o amor invencível que os dois compartilham.

## Elenco
- Angelique Boyer - Marena Ramos / Leona Bravo Alba de Torrenegro
- Danilo Carrera - Adrián Hernández Pulido / David Alejo
- Daniel Elbittar - Gael Torrenegro Aizpuru
- Leticia Calderón - Josefa Aizpuru Vda. de Torrenegro
- Marlene Favela - Columba Villarreal de Torrenegro
- Guillermo García Cantú - Ramsés Torrenegro Mansour
- Arcelia Ramírez - Consuelo Domínguez de Gómez
- Gabriela Platas - Camila Torrenegro Aizpuru de Peralta
- Alejandra Ambrosi - Jacinta Hérnandez Pulido
- Víctor González - Calixto Peralta
- Luz María Jerez - Clara Pulido Vda. de Hernández
- Isabella Tena - Ana Julia Peralta Torrenegro / Ana Julia Torrenegro Ramos
- Emiliano González - Benjamín García Hernández / Benjamín Torrenegro Ramos
- Ana Tena - Dolores «Lola» García Hernández
- Karla Gaytán - Itzel Gómez Domínguez
- Lukas Urkijo - Teodoro «Teo» Gómez Domínguez
- Abril Michel - Francisca «Kika» Torrenegro Villarreal
- Pedro de Tavira - Matías Torrenegro Aizpuru
- Regina Velarde - Flor García Hernández
- Cinthia Aparicio - Rita
- Jóse Daniel Figueroa - Jeremías García
- Luis Arturo - Romeo Lombardi
- Carlos Gómez - Cristóbal Gómez
- Sebastián Guevara - Oliver Torrenegro Villarreal
- Mía Fabri - Liliana «Lily» Romero Hernández / Liliana «Lily» García Hernández
- Juan Pablo Molina - Danilo Torrenegro
- Juan Soler - Apolo Torrenegro Mansour
- Pablo Perroni - Bernal Ramos
- Ludyvina Velarde - Cleo de Ramos
- Fernanda Valenzuela - Tina
- Emilio Palacios - Chef Alino
- Dan Osorio - Dr. Bustillos
- Christopher Aguilasocho - Manuel Ledesma
- Emilio Caballero - Dano
- Magaly Flores - Muchi
- Horacio Beamonte - Narvi
- Deicardi Díaz	- el Detective Valerio
- Eduardo Barajas - Silvano Romero / Silvana
- Dalexa Meneses - Marena Ramos (jovem)
- Mikel Mateos - Adrián Hernández Pulido (jovem)
- Daney Mendoza - Gael Torrenegro Aizpuru (jovem)
- Ignacio Casano - Marco Núñez
- Sergio Basañez - Orlando Lombardi
- Carlos Barragán - Padre de Dano
- María E. Sandoval - Madre de Dano
- Elizabeth Osuna
- Rous Esparza - Chio
- Víctor Hugo Aguilar - Dr. Trujillo
- Emilio Osorio - Ele mismo

## Produção

### Desenvolvimento
Em julho de 2022, Juan Osorio anunciou que havia iniciado a pré-produção de sua próxima novela, com o título provisório de Amor Imposible. As filmagens começaram em 7 de novembro de 2022.

### Fundição
Em agosto de 2022, Anette Michel foi confirmada como parte do elenco. Em 22 de setembro de 2022, foi anunciado que Leticia Calderón havia se juntado ao elenco. Em 7 de outubro de 2022, Angelique Boyer e Danilo Carrera foram confirmados nos papéis principais. Em 14 de outubro de 2022, Marjorie de Sousa, Daniel Elbittar, Guillermo García Cantú e Luz María Jerez, se juntaram ao elenco em papéis principais. Em 24 de outubro de 2022, foi anunciado que Marlene Favela havia se juntado ao elenco. Em 27 de outubro de 2022, foi anunciado que Marjorie de Sousa e Anette Michel haviam saído da produção. Anette Michel explicou que saiu por não ter terminado de rodar um filme a tempo, enquanto de Marjorie de Sousa desistiu porque ainda não havia terminado as filmagens de El Conde: Amor y honor.

## Exibição no Brasil
Estreou na plataforma de streaming Globoplay com 16 capítulos adicionados semanalmente entre 09 de junho e 07 de julho de 2025.
Está sendo exibida no Globoplay Novelas desde 9 de junho de 2025, ocupando a faixa das 20h55, com reprises ás 2h05, 4h30 e ás 10h25, sendo a segunda novela a ser apresentada no novo canal.

## Audiência
| Horário             | # Eps. | Estreia                 | Estreia           | Final              | Final           | Posição | Temporada | Classificação geral |
| Horário             | # Eps. | Data                    | Primeiro capítulo | Data               | Último capítulo | Posição | Temporada | Classificação geral |
| ------------------- | ------ | ----------------------- | ----------------- | ------------------ | --------------- | ------- | --------- | ------------------- |
| Segunda—Sexta 21h30 | 80     | 20 de fevereiro de 2023 | 3.9*              | 9 de junho de 2023 | 4.0**           | #1      | 2023      | 3.48                |

* Teve um alcance de 11.4 milhões de telespectadores.
** Teve um alcance de 8.1 milhões de telespectadores.